# Classificatie van varenachtigen
Varens, paardenstaarten en wolfsklauwen (alle in de ruimste zin begrepen) zijn vaatplanten die zich door middel van sporen voortplanten. Zij hebben dus geen bloemen. Hierdoor missen zij het orgaan dat voor de zaadplanten de meeste kenmerken oplevert voor indeling in hogere taxonomische groepen. De geschiedenis van de classificatie van varenachtigen kenmerkt zich dan ook door voortdurende discussie en aanpassingen, alsook door indelingen die niet met elkaar overeenstemmen en naast elkaar blijven bestaan.
De meest recente classificatie is het PPG I-systeem voor classificatie van de recente varens. Het PPG I-systeem is in 2016 door de Pteridophyte Phylogeny Group (met 94 auteurs, waarvan 26 hoofdauteurs en 68 toegevoegde auteurs) gepubliceerd.

## Geschiedenis
Er waren tussen 1887 en 1987 al veertien verschillende classificaties van de varens en hun verwante groepen gepubliceerd. Sindsdien is er nog meer gepubliceerd. Uit het fylogenetisch onderzoek komen steeds meer gegevens beschikbaar over de afstamming van de verschillende genera, maar er is nog volop discussie over hoe dat in een classificatie tot uitdrukking moet komen. Daarnaast blijven oudere classificaties in gebruik omdat ze als ontsluitingssysteem voor herbaria worden gebruikt.
Een aantal veelgebruikte classificaties zijn van:
- Copeland (1947)[2]
- Holttum (1949)[3]
- Tryon & Tryon (1982)[4]
- Kramer (1990)[5]
- In 2006 is door Smith en anderen[6] een poging gedaan om de verkregen cladistische kennis te integreren in een nieuwe classificatie.